# John Joseph Wright
Pour les articles homonymes, voir John Wright et Wright.
John Joseph Wright né le 18 juillet 1909 à Dorchester dans le Massachusetts et mort le 10 août 1979 à Cambridge également dans le Massachusetts est un cardinal américain, préfet de la congrégation pour le clergé de 1969 à sa mort

## Biographie
John Joseph Wright poursuit ses études au Saint John's Seminary de Brighton. Il est ordonné prêtre à Boston le 8 décembre 1935 par le cardinal Francesco Marchetti Selvaggiani alors cardinal vicaire de Rome.
Le 10 mai 1947, le pape Pie XII le nomme évêque titulaire d'Égée (de) (Aegeae) et est consacré le 30 juin de la même année par Richard Cushing avec comme co-consécrateurs Ralph Leo Hayes (en) et James Louis Connolly (en). Le 28 janvier 1950, il accède à la tête du diocèse de Worcester avant de devenir évêque de Pittsburgh le 23 janvier 1959.
Le 23 avril 1969, Paul VI le nomme préfet de la Congrégation pour le clergé, le créant cardinal lors du consistoire du 28 avril 1969 avec le titre de cardinal-prêtre de Gesù Divin Maestro alla Pineta Sacchetti.

## Succession apostolique
John Joseph Wright a ordonné les évêques suivants :
- Archevêque George Elmer Bernarding (pl), S.V.D. (1960)
- Évêque Vincent Leonard (en) (1964)
- Évêque Firmin Martin Schmidt (en), O.F.M.Cap. (1965)
- Évêque John Bernard McDowell (en) (1966)
- Évêque Anthony Gerard Bosco (1970)
- Évêque Carroll Thomas Dozier (en) (1971)